# Isaac Oyex-Ponnaz
Isaac Oyex-Ponnaz, né à Bex le 4 juillet 1858 et mort le 6 décembre 1919, est une personnalité politique vaudoiss, membre du Parti radical-démocratique.

## Biographie
Isaac Oyex-Ponnaz, fils d'un maître boucher, choisit la même profession. Après une année au collège cantonal de Trogen en 1873, il fait son tour comme simple compagnon boucher, puis rentre s'établir à Bex. 
Intéressé par la politique, il est élu à 24 ans au Conseil communal de Bex, puis au Conseil municipal et il est nommé syndic en 1889. Cette année-là, il entre au Grand Conseil du canton de Vaud et le présidera en 1898. Isaac Oyex-Ponnaz prend en 1901 la succession de Marc Ruchet au Conseil d'État. D'abord chef du département militaire, il prend ensuite la tête de l'agriculture et de l'industrie. Il s'y montre très concerné par les questions d'apprentissage et la promotion des activités économiques de toute nature. Il développe l'Institut agricole cantonal, travaille en faveur de la reconstruction du vignoble, préside l'Exposition nationale d'agriculture de 1910 et représente le canton à l'Exposition nationale de 1914. 

## Sources
- « Isaac Oyex-Ponnaz », sur la base de données des personnalités vaudoises sur la plateforme « Patrinum » de la Bibliothèque cantonale et universitaire de Lausanne.
- « Isaac Oyex-Ponnaz » dans le Dictionnaire historique de la Suisse en ligne.
- Dossier ATS/ACV